# Ренци, Вера
Ве́ра Ре́нци (рум. Vera Renczi;  род. в 1903 году, дата смерти 1960 год) — предположительно существовавшая румынская, а возможно, и вымышленная серийная убийца венгерского происхождения, которая в течение 1920—1930-х годов якобы отравила мышьяком 35 человек, включая своих мужей, любовников и единственного сына.

## Предположительная биография
История Ренци многократно излагалась американской жёлтой прессой, начиная с середины 1920-х годов. Постепенно рассказы о Ренци вошли в книги по криминологии, но проверяемые детали (например, девичья фамилия Ренци, фамилии жертв, какие-либо даты) так и не появились. Колин Уилсон в своей «Энциклопедии убийства» (1961), сообщает в примечании, что «к сожалению, редакторы были не в состоянии обнаружить каких-либо дат, связанных с делом».
Согласно источникам, Вера родилась в богатой семье, происходившей из венгерского дворянства. Она была неуправляемым ребёнком, уже в пятнадцатилетнем возрасте часто сбегала из дома со своими друзьями, многие из которых были значительно старше её. У неё было навязчивое желание дружить с мужчинами. По характеру Вера была очень ревнивой и подозрительной. Первый раз она вышла замуж за богатого дельца из Бухареста, старше её на много лет. У них родился сын Лоренсо. Вера стала подозревать мужа в изменах и однажды в гневе подсыпала ему в вино мышьяк. Семье и друзьям она сказала, что муж бросил её сына. Через год она объявила, что до неё дошли слухи, будто муж, проживающий отдельно, погиб в автомобильной катастрофе. Вскоре она снова вступила в брак. На этот раз её избранником стал человек, близкий по возрасту. Однако они часто ссорились, и Вера изводила себя подозрениями о неверности мужа. Спустя месяц муж исчез, и она снова сообщила семье и друзьям, что он оставил её. Спустя год Вера заявила, что получила от него письмо, где он говорил, что никогда не вернется домой.
Больше Вера не выходила замуж, однако вступала в отношения с мужчинами, в том числе и женатыми. Её любовниками были люди разных слоев и разного социального положения. И все они пропадали без вести через месяцы, недели, а то и вовсе через считанные дни после начала романа. Вера всегда придумывала истории, что мужчины были неверными и бросали её. Однажды обманутая жена одного из любовников проследила за неверным мужем. Когда мужчина пропал, она вызвала полицию, дом Веры обыскали и в винном погребе нашли 32 цинковых гроба, в каждом из которых лежал мужской труп в разных стадиях разложения. Веру арестовали, и она призналась, что отравила этих 32 мужчин мышьяком, когда они изменяли ей или теряли к ней интерес. Она сообщила также, что ей нравилось сидеть в кресле среди гробов с её бывшими поклонниками. Призналась Вера и в убийстве двоих мужей и сына. Она сказала, что как-то сын приехал к ней в гости и случайно увидел в подвале гробы. Он начал шантажировать её, и она отравила его и избавилась от тела.
Вера была признана виновной в 35 убийствах и приговорена к пожизненному заключению. Умерла она в тюрьме.
В 1972 году при попытке уточнить факты о Вере Ренци для публикации в Книге рекордов Гиннесса, исследователям не удалось найти авторитетных подтверждений. Фотографии Ренци отсутствуют, однако в марте 2012 года «Дэйли Миррор» опубликовала фальшивое фото Ренци на своей обложке; на самом деле на фото была ныне живущая модель. Позднее газета была вынуждена извиниться после протестов модели, на самом деле изображённой на снимке.